# Мъркюри 9
Мъркюри 9 (на английски: Mercury 9) е американски космически кораб от първо поколение. Четвърти орбитален полет на астронавт от САЩ. Първи полет в американската космическа програма с продължителност повече от едно денонощие.

## Екипаж
| Пост  | Астронавт    |
| ----- | ------------ |
| Пилот | Гордън Купър |

## Дублиращ екипаж
| Пост  | Астронавт                         |
| ----- | --------------------------------- |
| Пилот | Алън Шепърд един космически полет |

## История
През ноември 1962 г., Гордън Купър, най-младият астронавт от първата селекция на НАСА, е назначен за пилот на Мъркюри 9.
Той нарича своя кораб Фейт 7 (на английски: Faith 7). За негов дубльор е определен Алън Шепърд – ветеран от суборбиталния полет на Мъркюри 3. Мъркюри 9 (производствен № 20) и ракетата – носител за тази мисия Атлас D (със сериен номер 130) са сглобени на Кейп Канаверъл на 22 април 1963 г. и установени на стартовия комплекс № 14 (Launch Complex 14). За подсигуряване на първата си по – продължителна мисия в космоса, НАСА ангажира 28 кораба, 171 летателни апарата и около 18 000 души сервизен и помощен персонал, най-вече от състава на USN. По изисквания на НАСА, корпорацията McDonnell, производител на космическия кораб, прави редица подобрения, за да може максимално и без риск да бъде удължено времетраенето на полета. Американците отлично разбират, че Мъркюри не може да съперничи на два пъти по-тежкия Восток, но космически полет с продължителност повече от едно денонощие е въпрос на престиж. Иначе многодневните полети, НАСА оставя за започващата програма Джемини.

## Полет
Стартът е насрочен за 14 май, но тежка авария на радар на Бермудските острови го отлага с един ден. В 13 часа 04 мин. и 13 сек. UTC на 15 май 1963 г., Faith 7 стартира успешно от Launch Complex 14. Проблемите на астронавта започват при последните орбити. На 19 орбита спада налягането в кабината. На 21 – отказва системата за включване на спирачния двигател. Наложило се Купър ръчно да стартира двигателя и да ориентира космическия кораб. Такава процедура не е правена по време на полет, но астронавта се справя отлично. На последната орбита спада напрежението на електрозахранването в кораба. Независимо от тези проблеми, Мъркюри 9 се приводнява в Тихия океан само на 6 км. от разчетената точка. 20 мин. по-късно астронавта е прибран от очакващия го самолетоносач USS Kearsarge.

## Резултати
Гордън Купър осъществява четвъртия орбитален космически полет за САЩ и общо осми в историята. Това е най-продължителният полет по програмата Мъркюри. Астронавтът прави 22 орбити, повече от всички предишни мисии на НАСА взети заедно. Гордън Купър е и последният американец, който излита сам в космическото пространство и първият, който се приводнява в Тихия океан. С полета на Мъркюри 9, програмата приключва, тъй като последния предвиден полет Мъркюри 10 е отменен скоро след приземяването на Купър. Последната мисия на Мъркюри е оценена много високо от обществеността в САЩ и целия свят. За НАСА, обаче, е ясно, че ако иска лидерство в изследването на космическото пространство ще трябват нови космически кораби, по-тежки носители и повече (и по-продължителни) космически полети. Тази задача е блестящо решена в новата програма Джемини – пилотирани космически кораби от второ поколение.

## Галерия
- Старт на MA-9
- Снимка на Гордън Купър от телеметрията на полета
- Тибет сниман от Гордън Купър
- Екипажът на USS Kearsarge е изписал „MERCURY 9“ на палубата на кораба